# Билдстен, Ларс
Ларс Билдстен (Lars Bildsten; род. 1964) — американский астрофизик, специалист по звёздам. Профессор Калифорнийского университета в Санта-Барбаре и директор его Kavli Institute for Theoretical Physics, член Национальной АН США (2018).
Степень доктора философии по теоретической физике получил в Корнеллском университете в 1991 году. Затем провёл три года в Калтехе. В 1994 году — в НАСА.
С 1995 по 1999 год ассистент- и ассоциированный профессор одновременно на кафедрах физики и астрономии Калифорнийского университета в Беркли.
С 1999 года работает на кафедре физики Калифорнийского университета в Санта-Барбаре и в его Kavli Institute for Theoretical Physics, директор последнего с 2012 года.
Член Американской ассоциации содействия развитию науки и Американского физического общества.
Награды и отличия
- Стипендия Слоуна (1995)
- Hellman Family Faculty Fund Award (1997)
- Cottrell Scholar, Research Corporation[англ.] (1998)
- Премия Хелены Уорнер Американского астрономического общества (1999)
- Премия Дэнни Хайнемана в области астрофизики (2017)[4]